# Ghiacciaio Beaglehole
Il ghiacciaio Beaglehole (in inglese Beaglehole Glacier) è un ghiacciaio situato sulla costa di Foyn, nella parte orientale della Terra di Graham, in Antartide. Il ghiacciaio, il cui punto più alto si trova 58 m s.l.m., si trova in particolare tra punta Sperone e il ghiacciaio Friederichsen e da qui fluisce fino ad entrare nell'insenatura del Gabinetto, andando così ad alimentare quello che rimane della piattaforma di ghiaccio Larsen C.

## Storia
Il ghiacciaio Beaglehole fu fotografato per la prima volta nel 1947 durante la Spedizione antartica di ricerca Ronne, 1947—48, ed esplorato via terra nel dicembre dello stesso anno da una spedizione del British Antarctic Survey, che all'epoca si chiamava ancora Falkland Islands and Dependencies Survey (FIDS). La formazione è stata poi così battezzata dal Comitato britannico per i toponimi antartici in onore di John Cawte Beaglehole, uno storico neozelandese dell'Antartite e biografo del capitano James Cook.